# Cal Senyoret de Conill
Cal Senyoret de Conill és una obra de Pujalt (Anoia) inclosa a l'Inventari del Patrimoni Arquitectònic de Catalunya.

## Descripció
L'edifici principal, el més antic, és de planta rectangular, conserva un portal adovellat, de pedra picada així com les finestres i un altre portal al costat, també amb pedra picada però llinda rectangular i mènsules curvilinis. El sostre és a una vessant. A principis d'aquest segle la família volgué ampliar la casa i li van adossar mitjançant un arc de passatge a una construcció realitzada en maó que feu que es perdés part de la façana principal de la construcció antiga.
Sembla que es la casa Ramon Felip al costat de la qual fou construïda l'any 1654 la capella de la Mare de Déu del Roser.